# Wielkie Kyz Kala

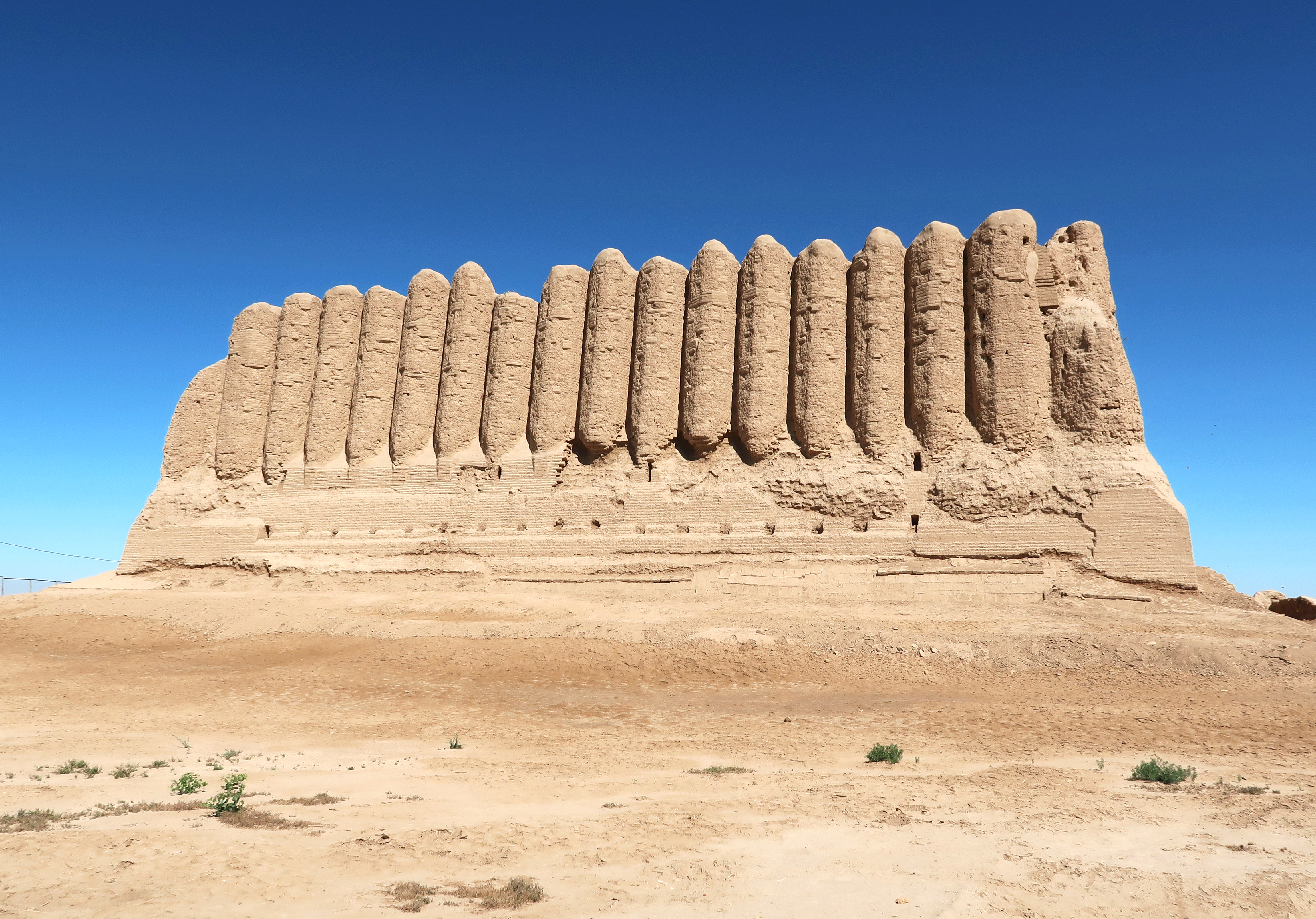
Wielkie Kyz Kala

Wielkie Kyz Kala – ruiny ufortyfikowanego pałacu położonego na zachód od starożytnego Merw zbudowanego około VII wieku. Ten i podobne pałace zwane kőszk były podmiejskimi rezydencjami elit, zaprojektowanymi tak aby zapewniały ciepło zimą i chłód latem.

## Historia
Wielki Kyz Kala został zbudowany w czasie panowania perskiej dynastii Sasanidów, a dokładniej pomiędzy VII a VIII wiekiem. Budowa była kontynuowana po panowaniu perskim, aż do XII wieku, przez Arabów. Pałac mógł być siedzibą perskiego gubernatora Merw. W 1221 roku Mongołowie podbili Merv i prace budowlane zostały wstrzymane.

## Architektura
Fort zbudowany jest z gliny i posiada dwie kondygnacje. Dolna kondygnacja o wysokości dwóch metrów i wymiarach w kształcie prostokąta 46 na 36 metrów. Górna kondygnacja ma ściany o wysokości dziesięciu metrów i składa się z pomieszczeń o kolebkowych sklepieniach otaczających dziedziniec. Do zwieńczonego łukiem wejścia do pałacu prowadziła rampa lub schody.